# 山﨑玲奈
山﨑 玲奈（やまさき れな、2007年1月28日 - ）は、日本の女優。ホリプロ所属。

## 経歴
2019年に千葉大学教育学部附属中学校へ入学する。
2019年に丸美屋食品ミュージカル『アニー』で主役アニーを演じる。
2020年12月の第44回ホリプロタレントスカウトキャラバン「未来のキング&クイーンを探せ！ミュージカル次世代スターオーディション」でグランプリに選出され、ホリプロに所属する。
2022年4月に渋谷教育学園幕張高等学校へ入学する。
2023年からミュージカル『ピーター・パン』で11代目のピーター・パン役を務める。
2025年3月に渋谷教育学園高等学校を卒業する。

## 人物
- 特技 - 歌、ピアノ、ものまね、ドラム[4]
- 資格 - HSK中国語検定3級[4]

## 出演
太字は主演・主役

### テレビドラマ
- おいしい給食 Season2（2021年10月 - 12月、TOKYO MX） - 皆川佐和子 役[5]
- 月食の夜は（2023年3月25日、NHK総合）[6]

### 映画
- 劇場版 おいしい給食 卒業（2022年5月13日公開） - 皆川佐和子 役[7]

### バラエティ番組
- オトラクション（2021年 - 2022年、TBS）
- オオカミ少年 ハマダ歌謡祭（2022年 - 、TBS）※不定期出演
- THEカラオケ★バトル THE OPEN〜プロアマ最高位戦〜（2023年6月25日、テレビ東京）
- GINZA CASSETTE SONG（2023年10月19日 - 2024年3月30日、BS-TBS）[8]

### 情報番組
- 地域発!ど・ろーかるNEWS（2023年7月10日 - 、J:COM）

### 舞台
- ミュージカル『アニー』（2019年） - 主演・アニー 役
- ミュージカル『スクール・オブ・ロック』（2020年） - サマー 役[注 1]
- ミュージカル『フィスト・オブ・ノーススター〜北斗の拳〜』（2021年12月 - 2022年1月）- リン 役[10]
- ミュージカル『ピーター・パン』（2023年7月 - 8月 / 2024年7月 - 8月 / 2025年7月 - 8月）- 主演・ピーター・パン 役[3][11][12]
- ミュージカル『聲の形』（2023年10月）- 主演・西宮硝子 役[13]
- 朗読劇『461個の弁当は、親父と息子の男の約束。』（2024年3月） - 小春 役[14]
- とんかつロック（2024年4月 - 6月） - 森村麻衣 役[15]
- ミュージカル『翼の創世記』Genesis of Wings（2024年11月 - 12月）[16]
- ミュージカル『人と川と祈りと 〜重信川伝説』（2025年1月）[17]
- ミュージカル『ビートルジュース』（2025年5月 - 6月）[18]

### ライブ
- ウタヒメドリーム 1st ライブ 〜あなたは最古参〜（2023年11月19日、飛行船シアター）[19]
- ウタヒメドリーム 1周年記念2ndライブ『見たいの満天のペンライト』（2024年6月9日、飛行船シアター）[20]
- ANIMAX presents「ウタヒメドリーム」史上最大の3rdライブ～超重大発表を現地で皆様と～supported by Lemino（2025年2月24日、豊洲PIT）[21]

### コンサート
- Friends of Disney Concert 〜10th Anniversary〜（2025年4月20日、東京国際フォーラム ホールA）[22]

### 雑誌
- BOMB（2021年11月号、学研プラス）

### ラジオ番組
- 榊原郁恵のハッピーダイアリー（2023年6月19日 - 6月22日、ニッポン放送）[注 2]
- 志の輔ラジオ 落語DEデート（2023年7月9日、文化放送）
- NHK高校講座 英語コミュニケーションII（2023年4月 - 、NHKラジオ第2） - 生徒 役

## ディスコグラフィ

### キャラクターソング
| 発売日         | 商品名                      | 歌                                                           | 楽曲                       | 備考 |
| -------------- | --------------------------- | ------------------------------------------------------------ | -------------------------- | --- |
| 2023年6月28日  | She has a dream             | 夢咲いぶき 【ウタヒメドリーム】（山﨑玲奈）                  | 「She has a dream」        | 『ウタヒメドリーム』関連曲 |
| 2023年8月1日   | 細胞プロミネンス            | 夢咲いぶき 【ウタヒメドリーム】（山﨑玲奈）                  | 「細胞プロミネンス」       | 『ウタヒメドリーム』関連曲 |
| 2023年8月1日   | 冬の虹                      | 夢咲いぶき 【ウタヒメドリーム】（山﨑玲奈）                  | 「冬の虹」                 | 『ウタヒメドリーム』関連曲 |
| 2023年9月1日   | 僕が一番欲しかったもの      | 夢咲いぶき 【ウタヒメドリーム】（山﨑玲奈）                  | 「僕が一番欲しかったもの」 | 『ウタヒメドリーム』関連曲 |
| 2023年11月19日 | ウタヒメドリーム SONG MANIA | ウタヒメドリーム オールスターズ                              | 「ウタヒメドリーム」       | 『ウタヒメドリーム』関連曲 |
| 2023年11月19日 | ウタヒメドリーム SONG MANIA | 夢咲いぶき 【ウタヒメドリーム】（山﨑玲奈）                  | 「ウタヒメドリーム」       | 『ウタヒメドリーム』関連曲 |
| 2024年6月26日  | STAY WITH ME                | 「STAY WITH ME」                                             |                            | 『ウタヒメドリーム』関連曲 |
| 2024年8月28日  | ノーギフテッド              | ウタヒメドリーム オールスターズ                              | 「ノーギフテッド」         | テレビアニメ『俺は全てを【パリイ】する 〜逆勘違いの世界最強は冒険者になりたい〜』 エンディングテーマ 『ウタヒメドリーム』関連曲 |
| 2024年8月28日  | ノーギフテッド              | ウタヒメドリーム オールスターズ                              | 「ウタヒメドリーム」       | 『ウタヒメドリーム』関連曲 |
| 2024年10月17日 | 身も心も                    | 夢咲いぶき 【ウタヒメドリーム】（山﨑玲奈）                  | 「身も心も」               | 『ウタヒメドリーム』関連曲 |
| 2025年1月24日  | WON'T BE LONG               | ライオンガールズ【ウタヒメドリーム】                         | 「WON'T BE LONG」          | 『ウタヒメドリーム』関連曲 |
| 2025年3月6日   | 君なら大丈夫だよ            | 夢咲いぶき 【ウタヒメドリーム】（山﨑玲奈）                  | 「君なら大丈夫だよ」       | 『ウタヒメドリーム』関連曲 |
| 2025年3月28日  | ふれふれ、キミの春          | 夢咲いぶき（山﨑玲奈）、萩原ひまわり（倉知玲鳳） feat.竹澤汀 | 「光るなら」               | 『ウタヒメドリーム』関連曲 |